# Norman Birkett
William Norman Birkett, 1.er barón de Birkett, PC, QC (Ulverston, Lancashire, 6 de septiembre de 1883-Londres, 10 de febrero de 1962), fue un abogado, juez, político y orador que ejerció de juez suplente durante los juicios de Núremberg.

## Biografía
Birkett completó sus estudios de primaria y secundaria en la escuela de Barrow-in-Furness y cursó Teología, Historia y Derecho en el Emmanuel College de Cambridge. Tras su graduación, que tuvo lugar en 1910, trabajó como secretario y finalmente obtuvo su licencia jurídica en 1913.
Al no ser apto para realizar el servicio militar durante el transcurso de la Primera Guerra Mundial, dedicó su tiempo a prepararse para sus tardíos inicios en la profesión y fue designado consejero del rey en 1924. Optó por ejercer de abogado defensor de criminales y participó en varios casos famosos. Asimismo, ocupó un escaño en el Parlamento de Nottingham Este como miembro del Partido Liberal en dos ocasiones, primero en 1923 y después en 1929.
Aunque rechazó la designación para formar parte del Tribunal Supremo de Justicia en 1928, en 1941 le ofrecieron el puesto de nuevo y esta vez lo aceptó. Participó en los juicios de Núremberg como juez suplente y en 1947 se le incluyó entre los miembros del Consejo Privado. Se unió al Tribunal de Apelación de Inglaterra y Gales en 1950, pero lo abandonó en 1956, cuando ya había permanecido allí lo suficiente como para tener derecho a una pensión. De 1958 en adelante formó parte de la Cámara de los Lores. El discurso en contra de un proyecto de ley que leyó en 1962, dos días antes de su fallecimiento el 10 de febrero, fue rechazado por 70 votos a 36.
Ha sido descrito como «uno de los abogados liberales más destacados de la primera mitad del siglo XX» y «el lord canciller que nunca fue». Destacó por sus dotes oratorias, que le ayudaron a defender a clientes con casos prácticamente perdidos. Como juez suplente, no pudo votar en los juicios de Núremberg, pero sus aportaciones ayudaron a modelar el veredicto final. Durante su estancia en el Tribunal de Apelación, supervisó algunos de los casos más importantes del momento.
Cinco de los casos en los que Birkett se vio envuelto fueron llevados a la ficción. Caroline y David Stafford los convirtieron en una serie que fue emitida por BBC Radio 4.

### Citas
1. ↑  «Birkett» (en inglés). British Broadcasting Corporation. Consultado el 7 de julio de 2018.